# Thomas Vaughan
Thomas Vaughan (Newton nella contea di Brecknockshire, 17 aprile 1621 – Albury nell'Oxfordshire, 27 febbraio 1666) è stato un alchimista, filosofo, esoterista e cabalista gallese, esponente dei Rosacroce, che scrisse sotto lo pseudonimo di Eugenio Filalete alcune opere di magia e occultismo, fra cui la prima traduzione in inglese dei manifesti rosacrociani Fama Fraternitatis e Confessio Fraternitatis.
Era fratello gemello del poeta Henry Vaughan.

## Biografia
Nacque in un'illustre famiglia gallese di Tretower Court, da Thomas Vaughan e Denise Jenkin. A partire dal 1638 frequentò insieme al gemello maggiore Henry, per circa un decennio, il Jesus College dell'Università di Oxford, conseguendo un titolo accademico nel 1642.
Coinvolto nella guerra civile inglese, Vaughan nel 1645 prese parte con suo fratello alla battaglia di Rowton Heath, combattendo come realista al fianco di Carlo I. Divenuto nel frattempo rettore ecclesiastico di Llansanffraid a Brecon, si dedicò agli studi di medicina, che però non poté terminare perché nel 1650 venne espulso dalla parrocchia a causa del suo attivismo monarchico, per decisione di una commissione parlamentare.

### Attività alchemica
Interessato ad approfondire l'alchimia, passò da Oxford a Londra, entrando in contatto con due fondatori della Royal Society, Thomas Henshaw e Robert Moray.
Confessando di «aver cercato a lungo la pietra filosofale», Vaughan divenne seguace della dottrina iatrochimica di Paracelso, respingendo il sistema aristotelico degli elementi, e impegnandosi in una serie di esperimenti innovativi per produrre farmaci paracelsiani, che distribuiva come preparati terapeutici, con cui intendeva portare avanti il rinnovamento rosacrociano dell'alchimia iniziato con Libanius Gallus e Giovanni Tritemio.
Egli risentì anche dell'influsso di Agrippa von Nettesheim e dell'insegnamento di Michael Sendivogius circa la possibilità di estrarre dal salnitro i principi vitali dell'aria.
Sin dal 1650 aveva iniziato a pubblicare opere di magia e alchimia sotto lo pseudonimo di Philalethes, che in greco significa «amante della verità», affermandosi già col suo primo trattato Anthroposophia Theomagica, che sarà tradotto in tedesco seguito dagli altri. L'appellativo da lui adottato non va confuso con quello di Irenaeus Philalethes dietro cui si celava il contemporaneo George Starkey, appartenente a un altro indirizzo alchemico che anzi screditava i tentativi dei sostenitori di Sendivogius di estrarre la loro sostanza universale dai sali anziché dai metalli.
Seppur attaccato su alcuni opuscoli dal filosofo Henry More, Vaughan esercitò un'attività di rilievo nell'ambito della spiritualità e dell'occultismo, che si riverberò tra l'altro sulla poesia metafisica del fratello Henry. Egli stesso fu autore di versi in lingua latina e gallese.
(Thomas Vaughan, Anthroposophia Theomagica, 1650)
Vaughan fu un alchimista piuttosto insolito per la sua epoca in quanto lavorava a stretto contatto con la moglie Rebecca, sposata nel 1651. Membro autodidatta della Society of Unknown Philosophers, fu inoltre l'autore nel 1652 della prima traduzione inglese della Fama Fraternitatis Rosae Crucis, un anonimo testo apparso la prima volta nel 1614 a Kassel in Germania, che rivelava l'esistenza della confraternita segreta dei Rosacroce.
Thomas Vaughan morì nel 1665 o 1666 in circostanze misteriose, forse a causa di un incidente nel suo laboratorio in cui avrebbe fatalmente inalato del mercurio.

## Opere
Scritti pubblicati col nome di Eugenio Filalete:
- Anthrosophia Theomagica, a Discourse of the Nature of Man and his State after Death (1650)
- Anima Magia Abscondita, a Discourse of the Universal Spirit of Nature (1650)
- Magia Adamica, the Antiquity of Magic (1650)
- Coelum Terrae, the Magician's Heavenly Chaos, Unfolding a Doctrine Concerning the Terrestrial Heaven (1650)
- Lumen de Lumine, a New Magical Light (1651)
- Aula Lucis, the House of Light (1651)
- The Fame and Confession of the Fraternity of the Rose Cross (1652)
- Euphrates, the Waters of the East (1655)

Collezioni postume:
- The magical writings of Thomas Vaughan, a cura di Arthur Edward Waite, Londra, G. Redway, 1888
- The works of Thomas Vaughan, a cura di Alan Rudrum, Oxford, The Clarendon Press, 1984
- Thomas and Rebecca Vaughan's Aqua vitae: non vitis, a cura di Donald R. Dickson, Tempe, Arizona Center for Medieval and Renaissance Studies, 2001

Secondo alcuni studiosi di cataloghi e trattati ermetico-alchemici come John Ferguson, Denis Ian Duveen, Vinci Verginelli, Thomas Vaughan potrebbe essere inoltre l'anonimo autore del trattato Reconditorium ac reclusorium opulentiae sapientiaeque numinis mundi magni, cui deditur in titulum Chymica Vannus (Amsterdam, 1666), misterioso capolavoro della tradizione ermetica.